# Kaoru Kadohara
Kaoru Kadohara (jap. 門原 かおる, Kadohara Kaoru; * 25. Mai 1970) ist eine ehemalige japanische Fußballspielerin.

## Karriere

### Verein
Sie begann ihre Karriere bei Matsushita Electric Panasonic Bambina.

### Nationalmannschaft
Kadohara wurde 1993 in den Kader der japanischen Nationalmannschaft berufen und kam bei der Asienmeisterschaft der Frauen 1993 zum Einsatz. Sie wurde in den Kader der Weltmeisterschaft der Frauen 1995 und Olympischen Sommerspiele 1996 berufen. Insgesamt bestritt sie 12 Länderspiele für Japan.

## Errungene Titel
- Nihon Joshi Soccer League Best XI: 1994